# フェナカイト
フェナカイト、フェナサイト、フェナス石、phenakite/phenaciteとは、クォーツやトパーズなどに間違うほどの、無色透明のケイ酸塩鉱物。

## 概要
ベリリウムのケイ酸塩鉱物でその特質から英語名の由来がギリシャ語のphenax(騙す者、詐欺師の意)とphenakos(騙すの意)に由来する。化学式はBe2SiO4で、ベリル系鉱物の中では唯一、アルミニウムを含有しない。それぞれ同一の鉱物のはずだが、発見場所が異なることにより、別の鉱物だと決めつけられたことにより、英名のつづり方が異なる。トパーズ、ベリル、クォーツなどと共に産出される場合もあり、主な産地はブラジル、ロシア、マダガスカル、ミャンマーなど。

## ギャラリー

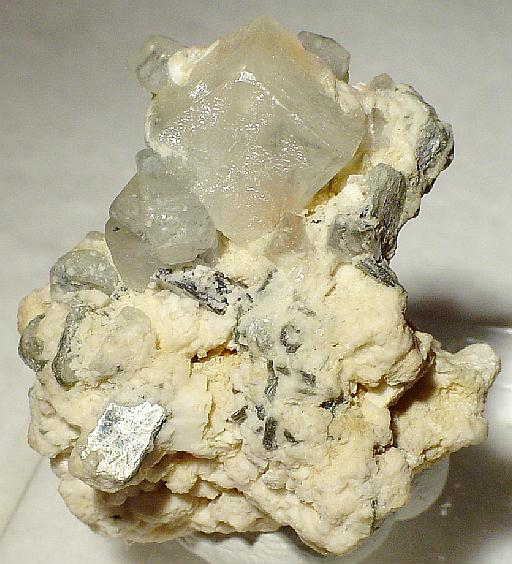
産出した状態
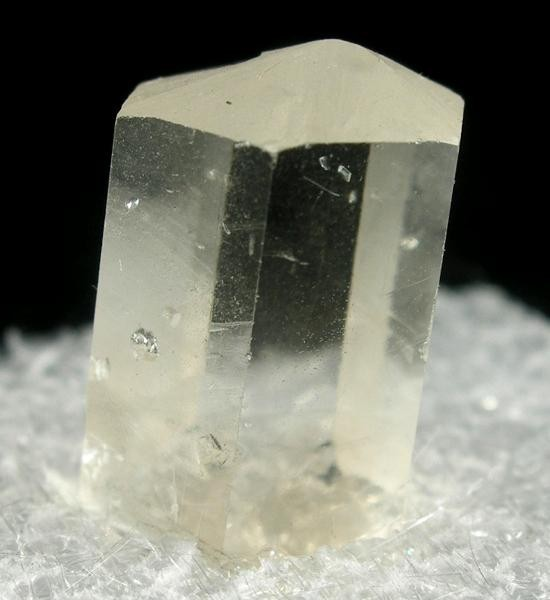
結晶
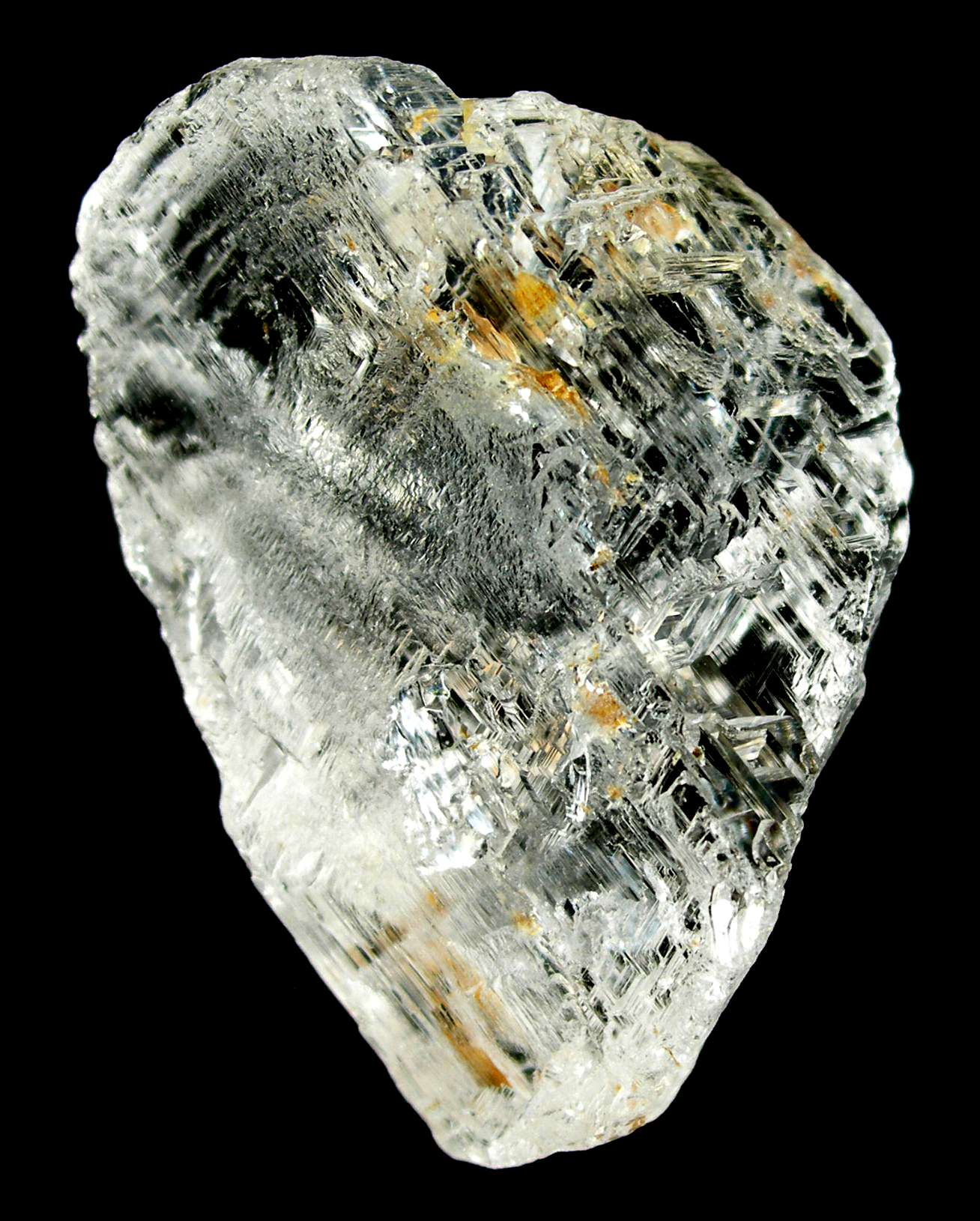
フェナカイト
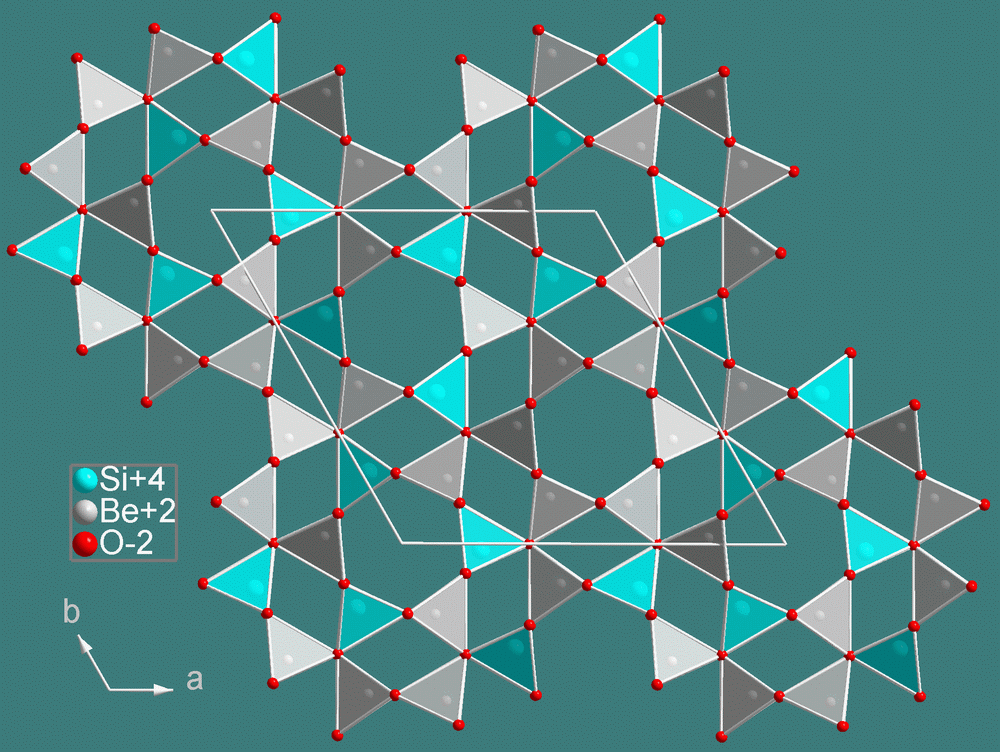
結晶構造